# Gustave Léon Niox
Gral. Gustave Léon Niox fue un militar francés que participó en la Segunda Intervención Francesa en México. Nació el 2 de agosto de 1840 en Provins, siendo hijo de un teniente coronel militar de caballería. Obtuvo una beca para estudiar en el Pritaneo Nacional Militar en 1856. A su salida fue nombrado teniente de la 10.ª RI. Es nombrado teniente en 1861. Realiza cursos de capacitación en la 66.ª GH ese mismo año y fue incorporado a la Guardia Zuava en 1863 y poco después en ese mismo año al 2.º Regimiento de cazadores de África, con quien se fue a México, en marzo. El 20 de julio, es el general Gustave Léon Niox, encargado del edificio de Los Inválidos quien escolta a Porfirio Díaz hasta la tumba de Napoleón Bonaparte, a quien el general mexicano admiraba. Niox sacó la espada que Bonaparte usó en 1805 durante la Batalla de Austerlitz, y la colocó en manos de Díaz, quien hizo pública su emoción por tener la espada y que éste no merecía tenerla, a lo que Niox contestó, "Nunca ha estado en mejores manos".
De igual forma escoltó al Gral. John J. Pershing a la misma tumba. 
Regresó a Francia al Ministerio de la Guerra en el segundo y luego quinto cargo. Luchó en la guerra franco -prusiana en el estado mayor de la 4.ª División de Infantería del 6.º Cuerpo de Ejército del Rin, fue hecho prisionero durante el asedio y captura de Metz. Fue inspector de los servicios de telegrafía en 1898, alto comandante de la defensa del campo atrincherado y gobernador de París en 1905.

## Carrera docente
De vuelta en Francia el 15 de marzo de 1871, Niox fue transferido para formar parte de la Escuela de Estado Mayor como profesor de cosmografía, geografía física y también de estadística en 1875. Fue profesor de la Escuela Superior de Guerra en 1882. Enseñó en la Escuela Libre de Ciencias Políticas.
Colocado en la reserva en 1910, se dedicó entonces por completo a la historia. Muchos de sus escritos fueron publicados y tuvo una gran influencia en el público y los militares en las metodologías de enfoque geográfico militar.

## Muerte
El General Gustave Leon Niox, murió el 26 de octubre de 1921 en el Distrito 7 en París, Francia.